# Janusz Cyrklaff
Janusz Cyrklaff, właściwie Zygfryd Janusz Cyrklaff (ur. 12 stycznia 1944 w Wąbrzeźnie, zm. 12 kwietnia 2023) – polski chodziarz sportowy i trener.

## Życiorys
W latach 1961–1973 był zawodnikiem Lechii Gdańsk, a jego trenerem był Jerzy Hausleber. Trzykrotnie zdobywał medale mistrzostw Polski: w 1969 i 1970 srebrne na dystansie 20 km, w 1972 brązowy na dystansie 50 km.
Po zakończeniu kariery zawodniczej pracował w swoim klubie jako trener, prowadził m.in. Katarzynę Radtke, Grzegorza Mullera, Jacka Mullera, Jolantę Frysztak, Stanisława Stosika. W latach 1982–2002 był trenerem polskiej kadry narodowej w chodzie mężczyzn, był też pierwszym trenerem polskiej kadry chodu sportowego kobiet.
W latach 1990–1996 (corocznie) i w 1998 był wybierany najlepszym trenerem lekkoatletycznym Wybrzeża.